# ГЭС Дарунта
Плотина Дарунта (пушту ډرونټه برېښناکوټ‎) — ГЭС, расположенная на реке Кабул рядом с деревней Дарунта, примерно в 7 км к западу от Джелалабада, столицы провинции Нангархар на востоке Афганистана.
Плотина Дарунта была построена Советским Союзом (СССР) в 1964 году и его электростанция содержит три вертикальных поворотно-лопастных турбины (шести-лопастной пропеллер) с номинальной мощностью 3,85 МВт каждая. Изначально плотина поставляла 40 до 45 мегаватт электрической мощности, но повреждения системы во время афганской гражданской войны снизило реальную потребляемую мощность до 11,5 МВт. Предприятие в настоящее время находится в очень плохом состоянии и требует капитального ремонта, включая замену всех трех турбин.
Правительства Афганистана наняло АМР США, чтобы выполнить восстановление ГЭС Дарута. Восстановление продолжается и ожидаемая дата завершения работ была 31 января 2012 года. 4 марта 2013 Wadsam сообщил, что АМР США приостановили помощь проекту из-за отказа губернатора Гуль Ага Шерзай, выполнять свое обещание профинансировать 10 % от общей стоимости проекта в размере 11 млн долларов.